# Elaia Torrontegui
Elaia Torrontegui Ronco (22 de febrero de 1981) es una deportista española que compitió en taekwondo. Ganó dos medallas de plata en el Campeonato Europeo de Taekwondo, en los años 2010 y 2012.

## Palmarés internacional
| Campeonato Europeo | Campeonato Europeo       | Campeonato Europeo | Campeonato Europeo |
| Año                | Lugar                    | Medalla            | Categoría          |
| ------------------ | ------------------------ | ------------------ | ------------------ |
| 2010               | San Petersburgo (Rusia)  | Medalla de plata   | –46 kg             |
| 2012               | Mánchester (Reino Unido) | Medalla de plata   | –46 kg             |